# The Groovy Sound of Music
Albums de Gary Burton
Something's Coming!
(1963) The Time Machine
(1966)
The Groovy Sound Of Music est un album de jazz du vibraphoniste américains Gary Burton enregistré en décembre 1964 et commercialisé en 1965.

## Liste des titres
| No | Titre                      | Musique                               | Durée |
| -- | -------------------------- | ------------------------------------- | ----- |
| 1. | Climb Ev'ry Mountain       | Richard Rodgers, Oscar Hammerstein II | 4:50  |
| 2. | Maria                      | Richard Rodgers, Oscar Hammerstein II | 3:34  |
| 3. | An ordinary couple         | Richard Rodgers, Oscar Hammerstein II | 4:50  |
| 4. | My Favorite Things         | Richard Rodgers, Oscar Hammerstein II | 5:55  |
| 5. | Sixteen Going on Seventeen | Richard Rodgers, Oscar Hammerstein II | 4:30  |
| 6. | Do-Re-Mi                   | Richard Rodgers, Oscar Hammerstein II | 3:50  |
| 7. | Edelweiss                  | Richard Rodgers, Oscar Hammerstein II | 3:03  |
| 8. | The Sound Of Music         | Richard Rodgers, Oscar Hammerstein II | 5:27  |